# Marcelo Camelo
 (juillet 2015).
 (juillet 2015).
Si vous disposez d'ouvrages ou d'articles de référence ou si vous connaissez des sites web de qualité traitant du thème abordé ici, merci de compléter l'article en donnant les références utiles à sa vérifiabilité et en les liant à la section « Notes et références ».
Marcelo de Souza Camelo, dit Marcelo Camelo, né le 4 février 1978 à Rio de Janeiro, est un compositeur, chanteur, guitariste et poète brésilien.
Il est compositeur et guitariste du groupe brésilien Los Hermanos. Depuis que son groupe ne se produit plus, il compose de nombreuses chansons, principalement pour Maria Rita et Ivete Sangalo. Son premier CD en solo, Sou, est sorti en 2008.

## Biographie
Fils d'Ernesto Camelo et de la peintre naïve Ana Camelo, Marcelo est né à Rio de Janeiro et a grandi à Jacarepaguá.
Durant ses études, il écoute du rock (Bon Jovi), et s'implique dans la vie musicale de Rio. Il rédige pour un fanzine et interviewe des personnalités telles qu'Alexandre Kassin, membre du groupe Acabou la Tequila, qui est l'une de ses principales influences musicales. Il étudie le journalisme à la PUC-Rio, et forme ses premiers groupes : Drive By, Barnabé et Popcorn Minanina, avant de créer Los Hermanos.

### 1997 à 2007: Los Hermanos
En 1999, Los Hermanos sort un premier album éponyme. Il sort ensuite les albums Bloco Do Eu Sozinho (2001) et Ventura (2003). Ces derniers sont répertoriés dans les 100 plus grands albums de musique brésilienne par le magazine Rolling Stone (édition brésilienne). En 2005 sort leur dernier album, appelé Quatre (Quatro, en portugais).

### 2013: Banda do Mar
Marcelo Camelo forme en 2013 le groupe luso-brésilien Banda do Mar ("Groupe de la mer"), dans lequel il est chanteur et guitariste. Le groupe est composé de sa femme Mallu Magalhães (chant/guitare) et de Fred Ferreira (batterie).
Le groupe se présente au public en mai 2014 et sort son premier album éponyme en août 2014.

### 2007: Carrière solo
À la suite de la dissolution de Los Hermanos, le compositeur sort son premier album solo intitulé Sou (« Je suis »). L'album est lancé sur le Web via le site Sonora du portail Terra Networks. On y découvre la contribution artistique du poète Rodrigo Linares. L'album comprend 14 titres composés par Marcelo Camelo, dont deux interprétés exclusivement par la pianiste Clara Sverner, une artiste invitée à l'enregistrement. La chanteuse Mallu Magalhães et le joueur d'accordéon Dominguinhos y figurent également. Le titre Janta, auquel participe Mallu, est distingué par le magazine brésilien Rolling Stone comme le meilleur morceau de l'année 2008.

### Famille
Le couple qu'il forme avec Mallu Magalhães à partir de 2008, a une fille en décembre 2015,.

## Discographie
Albums
- 1999 : Los Hermanos
- 2001 : Bloco do Eu Sozinho
- 2002 : Luau MTV (DVD)
- 2003 : Ventura
- 2004 : Ao Vivo no Cine Íris (DVD)
- 2005 : 4
- 2006 : Perfil
- 2008 : Multishow Registro: Los Hermanos na Fundição Progresso (DVD)
- 2008 : Sou
- 2011 : Toque Dela